# عبدالرحیم همایون‌فرخ
عبدالرحیم همایون‌فرخ (۱۲۶۲ کاشان – ۱۷ تیر ۱۳۳۸ تهران) نویسنده و مترجم ایرانی بود. او در سال ۱۳۱۷ به پیشنهاد علی‌اصغر حکمت، عضو فرهنگستان ایران شد.
مهم‌ترین اثر او دستور جامع زبان فارسی است که برای نگارش آن جایزه اول سلطنتی و نشان درجه یک از وزارت فرهنگ ایران دریافت کرد. او پدر رکن‌الدین همایون‌فرخ است.

## آثار
- دستور جامع زبان فارسی، عبدالرحیم همایونفرخ، ناشر: علمی
- بابک و افشین، عبدالرحیم همایونفرخ، ناشر: اکباتان
- داستان تاریخی بابک، افشین و مازیار، عبدالرحیم همایونفرخ، افشین عاطفی (به اهتمام)، ناشر: همگام با هستی